# فهرست استانداران خراسان
این فهرست اسامی بالاترین مقام استان خراسان از دوران پهلوی اول تا کنون است. در دوران پهلوی اول، عنوان والی برای این مقام به کار می‌رفته است که شامل ولایت خراسان و سیستان بوده است. پس از اصلاح قانون تقسیمات کشوری، ابتدا به نام استان نهم و پس از آن استان خراسان نامیده شد.

## فهرست

### تا پیش از تقسیم استان خراسان
| ردیف          | نام                          | شروع             | پایان            | دولت               | توضیحات                                     |
| ------------- | ---------------------------- | ---------------- | ---------------- | ------------------ | ------------------------------------------- |
| رضاشاه        |                              |                  |                  |                    |                                             |
| ۱             | مهدی دادور                   | ۱۳۰۵             |                  |                    |                                             |
| ۲             | محمود جم                     | ۱۳۰۸             |                  |                    |                                             |
| ۳             | فرج‌الله بهرامی               | ۱۳۱۲             |                  |                    |                                             |
| ۴             | فتح‌الله پاکروان              | ۱۳۱۳/۸/۵         | ۱۳۲۰/۱۰/۱۲       |                    | پس از برکناری محمدولی اسدی، نایب‌التولیه شد. |
| محمدرضا پهلوی |                              |                  |                  |                    |                                             |
| ۵             | علی منصور                    | ۱۵ دی ۱۳۲۰       | ۱۳۲۳             |                    |                                             |
|               | حسین سمیعی                   | ۳۰ آبان ۱۳۲۴     | ۲۰ آذر ۱۳۲۴      |                    |                                             |
|               | ناصر اعتمادی                 | ۲۰ آذر ۱۳۲۴      | ۵ مرداد ۱۳۲۵     |                    |                                             |
|               | آقاخان اشرفی                 | ۵ مرداد ۱۳۲۵     | ۱۵ فروردین ۱۳۲۷  |                    |                                             |
|               | عباسقلی گلشائیان             | ۱۵ فروردین ۱۳۲۷  | آبان ۱۳۲۷        |                    |                                             |
|               | محسن صدر                     | ۲ بهمن ۱۳۲۷      |                  |                    |                                             |
|               | محمدعلی صفاری                |                  |                  |                    |                                             |
|               | سید محمد سجادی               | ۳ شهریور ۱۳۳۰    |                  |                    |                                             |
|               | حشمت‌الله قضایی               | خرداد ۱۳۳۱       | ۱۳۳۱             |                    |                                             |
|               | احمد امامی                   | ۱۳۳۱             | ۱۳۳۲             |                    |                                             |
|               | سرتیپ علی‌اکبر سیف افشار      | ۱۳ شهریور ۱۳۳۲   | ۱۳۳۳             |                    |                                             |
|               | مصطفی‌قلی رام                 | ۱۳۳۴             | ۱۳۳۵             |                    |                                             |
|               | سید مهدی فرخ                 | ۱۳۳۵             | ۱۳۳۵             |                    |                                             |
|               | رضا جعفری                    | آذر ۱۳۳۵         | ۱۳۳۸             |                    |                                             |
|               | محمد دادور                   | ۱۳۳۸             | تابستان ۱۳۴۰     |                    |                                             |
|               | شمس‌الدین جزایری              | تابستان ۱۳۴۰     | دی ۱۳۴۰          |                    |                                             |
|               | سید جلال‌الدین تهرانی         | دی ۱۳۴۰          | ۱۴ فروردین ۱۳۴۲  |                    | همزمان نایب‌التولیه                          |
|               | سپهبد سید محمدصادق امیرعزیزی | ۲۹ اردیبهشت ۱۳۴۲ | مهر ۱۳۴۴         |                    | همزمان نایب‌التولیه                          |
|               | سپهبد نادر باتمانقلیچ        | مهر ۱۳۴۴         | خرداد ۱۳۴۶       |                    | همزمان نایب‌التولیه                          |
|               | باقر پیرنیا                  | ۱ خرداد ۱۳۴۶     | ۲۳ شهریور ۱۳۵۰   |                    | همزمان نایب‌التولیه                          |
|               | حسن زاهدی                    | ۲۳ شهریور ۱۳۵۰   | ۲۱ اردیبهشت ۱۳۵۳ | هویدا ۳            | همزمان نایب‌التولیه                          |
| هویدا ۴       | حسن زاهدی                    | ۲۳ شهریور ۱۳۵۰   | ۲۱ اردیبهشت ۱۳۵۳ |                    | همزمان نایب‌التولیه                          |
|               | عبدالعظیم ولیان              | ۲۱ اردیبهشت ۱۳۵۳ | ۶ شهریور ۱۳۵۷    | همزمان نایب‌التولیه |                                             |
| آموزگار       | عبدالعظیم ولیان              | ۲۱ اردیبهشت ۱۳۵۳ | ۶ شهریور ۱۳۵۷    | همزمان نایب‌التولیه |                                             |
|               | سید حسن سراج حجازی           | ۶ شهریور ۱۳۵۷    | ۲۱ آبان ۱۳۵۷     | شریف‌امامی ۳        | همزمان نایب‌التولیه                          |
|               | سپهبد سید محمدصادق امیرعزیزی | ۲۱ آبان ۱۳۵۷     | ۱۴ دی ۱۳۵۷       | ازهاری             | همزمان نایب‌التولیه                          |
|               | جمهوری اسلامی ایران          |                  |                  |                    |                                             |
| ۲۵            | طاهر احمدزاده                | اسفند ۱۳۵۷       | ۲۸ آبان ۱۳۵۸     | موقت               |                                             |
| ۲۶            | حسن غفوری‌فرد                 | آذر ۱۳۵۸         | ۷ مرداد ۱۳۶۰     | موقت شورای انقلاب  |                                             |
| ۲۶            | حسن غفوری‌فرد                 | آذر ۱۳۵۸         | ۷ مرداد ۱۳۶۰     | نخست               |                                             |
| —             | ؟ سرپرست                     | مرداد ۱۳۶۰       | شهریور ۱۳۶۰      | دوم                |                                             |
| ۲۷            | محمدنبی حبیبی                | ۱۷ شهریور ۱۳۶۰   | اردیبهشت ۱۳۶۲    | موقت               |                                             |
| ۲۷            | محمدنبی حبیبی                | ۱۷ شهریور ۱۳۶۰   | اردیبهشت ۱۳۶۲    | سوم                |                                             |
| ۲۸            | عبدالله کوپایی               | ۱۳۶۲             | ۱۰ تیر ۱۳۶۶      |                    |                                             |
| ۲۸            | عبدالله کوپایی               | ۱۳۶۲             | ۱۰ تیر ۱۳۶۶      | چهارم              |                                             |
| ۲۹            | امیرحسن عابدینی              | ۱۰ تیر ۱۳۶۶      | ۴ مهر ۱۳۶۸       |                    |                                             |
| ۳۰            | علی جنتی                     | ۴ مهر ۱۳۶۸       | ۴ شهریور ۱۳۷۱    | پنجم               |                                             |
| ۳۱            | سید اسماعیل مفیدی            | ۴ شهریور ۱۳۷۱    | تیر ۱۳۷۵         | پنجم               |                                             |
| ۳۱            | سید اسماعیل مفیدی            | ۴ شهریور ۱۳۷۱    | تیر ۱۳۷۵         | ششم                |                                             |
| —             | محمدرضا محسنی ثانی سرپرست    | تیر ۱۳۷۵         | ۳ مرداد ۱۳۷۵     |                    |                                             |
| ۳۲            | عبدالله کوپایی               | ۳ مرداد ۱۳۷۵     | ۱۹ بهمن ۱۳۷۶     |                    |                                             |
| ۳۳            | محسن مهرعلیزاده              | ۱۹ بهمن ۱۳۷۶     | ۲۰ آبان ۱۳۸۰     | هفتم               |                                             |
| —             | حسین امینی سرپرست            | ۲۰ آبان ۱۳۸۰     | ۲ دی ۱۳۸۰        | هشتم               |                                             |
| ۳۴            | سید حسن رسولی                | ۲ دی ۱۳۸۰        | ۱۴ مرداد ۱۳۸۳    | هشتم               |                                             |